# Artem Pryma
Artem Andrijovyč Pryma (in ucraino Артем Андрійович Прима?; Černihiv, 30 maggio 1987) è un biatleta ucraino.
È fratello di Roman, a sua volta biatleta di alto livello.

## Biografia
Ha esordito in Coppa del Mondo il 14 gennaio 2010 a Ruhpolding (41º in sprint) e ai campionati mondiali a Chanty-Mansijsk 2011 (25º nell'individuale). Nella successiva rassegna iridata di Ruhpolding 2012 è stato 35º nella sprint, 44º nell'inseguimento, 24º nell'individuale e 8º nella staffetta, mentre in quella di Nové Město na Moravě 2013 nelle medesime specialità individuali si è piazzato rispettivamente al 41º, al 36º e al 47º posto. Ai XXII Giochi olimpici invernali di Soči 2014, sua prima presenza olimpica, si è classificato 32º nella sprint, 44º nell'inseguimento, 80º nell'individuale e 9º nella staffetta.
Ai mondiali di Kontiolahti 2015 è stato 62º nella sprint, 34º nell'individuale e 9º nella staffetta, a quelli di Oslo Holmenkollen 2016 22º nella sprint e 32º nell'inseguimento e a quelli di Hochfilzen 2017 6º nella staffetta. Ai XXIII Giochi olimpici invernali di Pyeongchang 2018 si è classificato 40º nella sprint, 38º nell'inseguimento, 46º nell'individuale, 9º nella staffetta e 7º nella staffetta mista; il 10 marzo dello stesso anno ha colto a Kontiolahti in staffetta mista il suo primo podio in Coppa del Mondo (2º).
L'anno dopo ai mondiali di Östersund 2019 è giunto 12º nella staffetta e 7º nella staffetta mista; nella rassegna iridata di Anterselva 2020 si è posizionato 25º nella sprint, 24º nell'inseguimento, 36º nell'individuale, 20º nella partenza in linea, 12º nella staffetta e 5º nella staffetta mista. Ai mondiali di Pokljuka 2021 è stato 20º nella sprint, 8º nell'inseguimento, 9º nell'individuale, 21º nella partenza in linea, 5º nella staffetta, 4º nella staffetta mista e 4º nella staffetta singola mista. Ha partecipato ai XXIV Giochi olimpici invernali di Pechino 2022 piazzandosi 15º nella sprint, 18º nell'inseguimento, 37º nell'individuale, 28º nella partenza in linea, 9º nella staffetta e 13º nella staffetta mista; ai Mondiali di Oberhof 2023 si è classificato 44º nella sprint, 39º nell'inseguimento e 13º nella staffetta e a quelli di Nové Město na Moravě 2024 si è piazzato 60º nella sprint, 62º nell'individuale, 13º nella staffetta, 7º nella staffetta mista e non ha completato l'inseguimento.

## Palmarès

### Europei
- 9 medaglie:
  - 5 ori (individuale a Val Ridanna 2011; staffetta a Otepää 2015; staffetta mista a Val Ridanna 2018; staffetta mista a Minsk-Raubyči 2020; inseguimento a Duszniki-Zdrój 2021)
  - 2 argenti (sprint, individuale a Brezno-Osrblie 2012)
  - 1 bronzo (sprint a Bansko 2013; staffetta mista a Duszniki-Zdrój 2021)

### Universiadi
- 4 medaglie:
  - 3 ori (sprint, partenza in linea, staffetta mista a Erzurum 2011)
  - 1 argento (inseguimento a Erzurum 2011)

### Coppa del Mondo
- Miglior piazzamento in classifica generale: 23º nel 2020
- 2 podi (a squadre):
  - 2 secondi posti